# Cheiromeles
Cheiromeles är ett släkte i familjen veckläppade fladdermöss med två arter som förekommer i Sydostasien. Det svenska trivialnamnet nakenfladdermöss förekommer för släktet.
Arterna är:
- Cheiromeles parvidens lever på Filippinerna, på Sulawesi och på mindre öar i samma region.
- Cheiromeles torquatus förekommer från södra Malackahalvön till Java, Borneo och Palawan (västra Filippinerna).

## Utseende
Dessa fladdermöss är nästan helt nakna, bara på huvudet och vid flygmembranen mellan bakbenen finns enstaka fina hår. Dessutom kännetecknas arterna av ett säckliknande hudveck vid strupen som är täckt av borstiga hår. I säcken produceras en starkt luktande vätska. Huden på kroppen har hos Cheiromeles parvidens en mörkbrun färg medan Cheiromeles torquatus är svart. Individerna når en kroppslängd (huvud och bål) av 10,5 till 14,5 cm och en svanslängd av 5 till 7 cm. Cheiromeles torquatus blir med 167 till 196 gram tyngre än Cheiromeles parvidens som når 75 till 100 gram.
Kännetecknande för nakenfladdermöss är hudveck vid varje sida av kroppen som bildar påsar. Med hjälp av bakbenen förvaras den sammanveckade flygmembranen i påsen. Så kan individerna kravla bättre.

## Ekologi
Nakenfladdermöss vilar i trädens håligheter, i grottor och i jordhålor. Där bildar de kolonier med upp till 20 000 medlemmar. Födan utgörs främst av insekter. Vanligen föds två ungar per kull. Honans spenar ligger nära påsarna vid kroppssidan men ungarna bäras inte i påsarna. Antagligen lämnas ungarna vid viloplatsen när modern letar efter föda.

## Hot och status
Arterna jagas beroende på utbredning i mer eller mindre stor skala. När de vilar i grottor distraheras de ofta av människor som letar efter ätliga svalbon. Även skogsavverkningar och etablering av gruvdrift kan påverka beståndet negativt. IUCN listar båda arter på grund av den stora utbredning som livskraftig (LC).